# Saint-Nicolas-lès-Cîteaux
Saint-Nicolas-lès-Cîteaux ist eine französische Gemeinde mit 390 Einwohnern (Stand: 1. Januar 2022) im Département Côte-d’Or in der Region Bourgogne-Franche-Comté. Sie gehört zum Arrondissement Beaune und zum Kanton Nuits-Saint-Georges.

## Lage
Nachbargemeinden sind:
- Villebichot und Épernay-sous-Gevrey im Nordwesten,
- Savouges und Corcelles-lès-Cîteaux im Norden,
- Izeure und Bessey-lès-Cîteaux im Nordosten,
- Aubigny-en-Plaine, Magny-lès-Aubigny und Charrey-sur-Saône im Osten,
- Bonnencontre im Südosten,
- Broin im Süden,
- Gerland im Südwesten,
- Boncourt-le-Bois im Westen.

## Weblinks

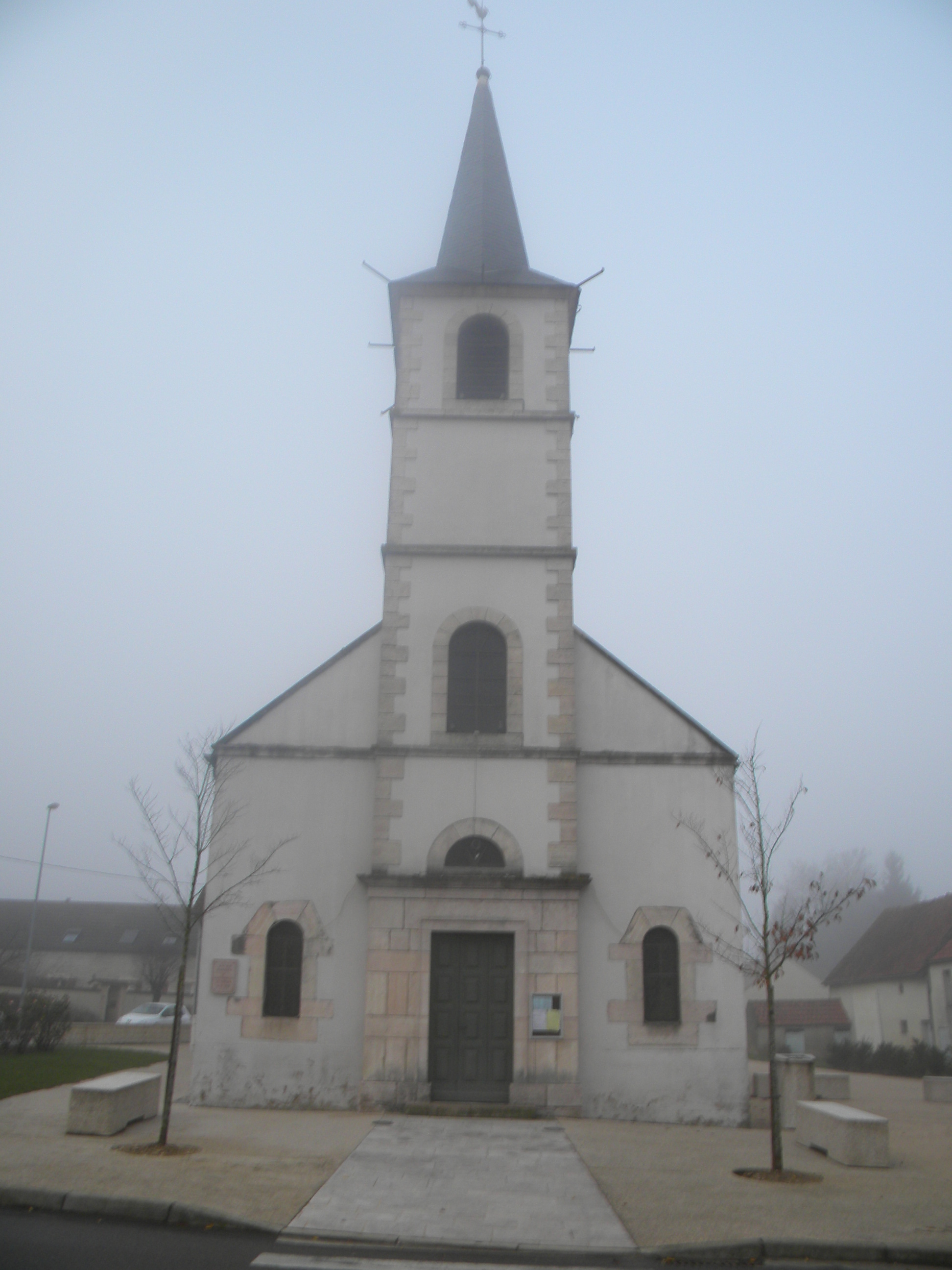
Kirche Saint-Nicolas

## Bevölkerungsentwicklung
| Jahr                       | 1962 | 1968 | 1975 | 1982 | 1990 | 1999 | 2008 | 2015 |
| -------------------------- | ---- | ---- | ---- | ---- | ---- | ---- | ---- | ---- |
| Einwohner                  | 395  | 386  | 316  | 331  | 400  | 475  | 454  | 430  |
| Quellen: Cassini und INSEE |      |      |      |      |      |      |      |      |

## Sehenswürdigkeiten
- Kloster Cîteaux
- Kirche Saint-Nicolas